# Чемпіонат УРСР з легкої атлетики в приміщенні 1983
Чемпіонат УРСР з легкої атлетики в приміщенні 1983 серед дорослих був проведений 4-5 лютого в легкоатлетичному манежі київської ШВСМ.
Чемпіонат розпочався урочистою церемонією вручення медалей Міжнародної федерації легкої атлетики за встановлення рекордів світу Тетяні Пророченко, Марії Пінігіній, Раїсі Маховій, Юрію Тамму. Перші троє у 1979 (разом з Ніною Зюськовою) відзначилися в естафетному бігу 4×200 метрів, а Юрій навесні 1980 досяг рекордного показника у метанні молота.
Натхненні прикладом досвідченіших колег, учасники чемпіонату протягом двох днів оновили три вищих досягнення УРСР у приміщенні. На найкоротшій 60-метровій дистанції це зробили дніпропетровчанка Раїса Махова та ворошиловградець Віктор Бризгін.
У секторі для стрибків у висоту героїнею дня стала донеччанка Ольга Бондаренко. Сезон-1982 досвідчена спортсменка розпочала на особливому піднесенні. Ставши незадовго до чемпіонату володаркою вищого досягнення республіки (1,90 м), у Донецьку спортсменка підняла планку ще на 1 см, втринадцяте завоювавши звання республіканської чемпіонки.
Поміж себе змагалися на секторі для штовхання ядра і сестри Абашидзе — Нуну та Олександра. Вихованки Юхима Домовського були поза конкуренцією, відірвавшись від бронзової призерки більш ніж на 1,5 м.
Повернувшись у 1982 на бігову доріжку після народження сина, Марія Пінігіна двічі сх́одила на п'єдестал пошани у Києві — вона здобула «золото» на 400-метрівці та була другою на вдвічі коротшій дистанції.
Дуже напруженою була командна боротьба. Тричі суддівська колегія перераховувала очки, бо відстань між командами-призерами була мінімальною (від 1,5 до 3 очок). Зрештою, перша трійка колективів вишикувалася у наступному порядку: «Буревісник», «Динамо», «Спартак».
Чемпіони республіки з багатоборств були визначені в межах окремого чемпіонату, що був проведений у Донецьку.

## Призери

### Чоловіки
| Дисципліни                | Золото                                 | Золото   | Срібло                                   | Срібло | Бронза                                  | Бронза |
| ------------------------- | -------------------------------------- | -------- | ---------------------------------------- | ------ | --------------------------------------- | ------ |
| 60 метрів                 | Віктор Бризгін Ворошиловградська обл.  | 6,3h NIB | Олександр Надуда Харківська обл.         | 6,4    |                                         |        |
| 200 метрів                | Олександр Надуда Харківська обл.       | 22,0h    | Віктор Бураков Київ                      | 22,0   |                                         |        |
| 400 метрів                | Валерій Сташук Київ                    | 48,5h    | Сергій Мельников Донецька обл.           | 49,5   |                                         |        |
| 800 метрів                | Євген Мартиненко Дніпропетровська обл. | 1.51,7h  | Валерій Звигольський Донецька обл.       | 1.51,7 | Олексій Піскун Запорізька обл.          | 1.52,1 |
| 1500 метрів               | Анатолій Легеда Чернігівська обл.      | 3.47,3h  | Олександр Заїка Київ                     | 3.47,5 |                                         |        |
| 3000 метрів               | Олександр Заїка Київ                   | 8.06,7h  | Сергій Кудлацький Київська обл.          | 8.09,1 | Петро Анисим Вінницька обл.             | 8.11,4 |
| 60 метрів з бар'єрами     | Микола Куляша Дніпропетровська обл.    | 7,6h     | Олександр Чешко Київ                     | 7,7    | Віктор Батраченко Дніпропетровська обл. | 7,8    |
| 3000 метрів з перешкодами | Юрій Бордюгов Київська обл.            | 8.37,6h  | Валерій Качан Чернігівська обл.          | 8.37,7 | Володимир Никитюк Київ                  | 8.38,2 |
| Стрибки у висоту          | Володимир Граненков Київ               | 2,27     | Василь Махонін Донецька обл.             | 2,20   |                                         |        |
| Стрибки з жердиною        | Василь Бубка Одеська обл.              | 5,50     | Сергій Бубка Київ                        | 5,40   | Олександр Черняєв Київ                  | 5,40   |
| Стрибки у довжину         | Олександр Яковлєв Київ                 | 7,79     | Володимир Сидоров Ворошиловградська обл. | 7,68   | Олег Олешко Донецька обл.               | 7,66   |
| Потрійний стрибок         | Микола Мусієнко Дніпропетровська обл.  | 16,96    | Олександр Орлов Львівська обл.           | 16,51  |                                         |        |
| Штовхання ядра            | Анатолій Ярош Ворошиловградська обл.   | 20,28    | Сергій Соломко Донецька обл.             | 20,16  | Дмитро Ковцун Київ                      | 19,12  |

### Жінки
| Дисципліни            | Золото                                   | Золото   | Срібло                                 | Срібло | Бронза                                 | Бронза |
| --------------------- | ---------------------------------------- | -------- | -------------------------------------- | ------ | -------------------------------------- | ------ |
| 60 метрів             | Раїса Махова Дніпропетровська обл.       | 7,0h NIB | Світлана Парнета Чернівецька обл.      | 7,2    |                                        |        |
| 200 метрів            | Раїса Махова Дніпропетровська обл.       | 24,2h    | Марія Пінігіна Київ                    | 24,3   | Олена Воробченко Дніпропетровська обл. | 24,6   |
| 400 метрів            | Марія Пінігіна Київ                      | 53,9h    | Ольга Владикіна Ворошиловградська обл. | 54,7   |                                        |        |
| 800 метрів            | Світлана Попова Харківська обл.          | 2.03,1h  | Тетяна Хамітова Запорізька обл.        | 2.06,4 | Тамара Коба Дніпропетровська обл.      | 2.06,9 |
| 1500 метрів           | Світлана Попова Харківська обл.          | 4.21,1h  | Гіана Романова Львівська обл.          | 4.22,5 | Тамара Коба Дніпропетровська обл.      | 4.22,8 |
| 3000 метрів           | Ганна Домарадська Київ                   | 9.15,9h  | Ганна Педан Херсонська обл.            | 9.16,4 |                                        |        |
| 60 метрів з бар'єрами | Тетяна Малюванець Ворошиловградська обл. | 8,0h     | Надія Коршунова Харківська обл.        | 8,1    | Надія Базилевська Львівська обл.       | 8,2    |
| Стрибки у висоту      | Ольга Бондаренко Донецька обл.           | 1,91 NIB | Ніна Сербіна Київ                      | 1,85   | Валентина Андрущенко Донецька обл.     | 1,82   |
| Стрибки у довжину     | Олена Яцук Донецька обл.                 | 6,50     | Любов Позня Київ                       | 6,30   | Лариса Бережна Київ                    | 6,26   |
| Штовхання ядра        | Нуну Абашидзе Одеська обл.               | 19,54    | Олександра Абашидзе Одеська обл.       | 18,73  | Тамара Посметюх Київ                   | 17,13  |

## Чемпіонат з багатоборств
Чемпіонат УРСР з легкоатлетичних багатоборств у приміщенні 1982 серед дорослих був проведений 25-27 січня у Донецьку.

### Чоловіки
| Дисципліни  | Золото                          | Золото | Срібло                             | Срібло | Бронза                     | Бронза |
| ----------- | ------------------------------- | ------ | ---------------------------------- | ------ | -------------------------- | ------ |
| Семиборство | Олександр Апайчев Донецька обл. | 5854   | Сергій Попов Дніпропетровська обл. | 5677   | Ігор Нечай Запорізька обл. | 5407   |

### Жінки
| Дисципліни   | Золото                    | Золото | Срібло                             | Срібло | Бронза              | Бронза |
| ------------ | ------------------------- | ------ | ---------------------------------- | ------ | ------------------- | ------ |
| П'ятиборство | Тетяна Шпак Донецька обл. | 4451   | Віра Юрченко Дніпропетровська обл. | 4396   | Любов Єрмолаєва ??? | 3942   |